# Verne (Doubs)
Verne ist eine französische Gemeinde mit 124 Einwohnern (Stand: 1. Januar 2022) im Département Doubs in der Region Bourgogne-Franche-Comté.

## Geographie
Verne liegt auf 381 m, fünf Kilometer nördlich von Baume-les-Dames und etwa 31 Kilometer nordöstlich der Stadt Besançon (Luftlinie). Das Dorf erstreckt sich auf einem Hochplateau zwischen den Flusstälern von Doubs im Süden und Ognon im Norden, am Bach Viotte.
Die Fläche des 7,82 km² großen Gemeindegebiets umfasst einen Abschnitt der leicht gewellten Landschaft nördlich des Doubs. Der Hauptteil des Gebietes wird von einem Hochplateau eingenommen, das durchschnittlich auf 390 m liegt. Es ist vorwiegend mit Acker- und Wiesland bestanden, zeigt aber auch einige Waldflächen. Einziges oberirdisches Fließgewässer ist der Bach Viotte, der bei Rillans entspringt und im Bereich von Verne versickert, bevor er als Karstquelle bei Fourbanne im Doubstal wieder zutage tritt. Das Plateau ist verkarstet und weist mehrere Höhlen und Schächte auf. Nach Osten reicht der Gemeindeboden bis auf die Höhe von Les Mondrevaux (444 m). Im Westen wird das Plateau vom Waldrücken des Bois Verdot (445 m) flankiert. Mit einem schmalen Streifen erstreckt sich das Gemeindeareal nach Südwesten bis auf die Höhe des Bois du Raz. Mit 478 m wird hier die höchste Erhebung von Verne erreicht.
Nachbargemeinden von Verne sind Trouvans und Rillans im Norden, Vergranne und Autechaux im Osten, Luxiol und Fontenotte im Süden sowie Tournans im Westen.

## Geschichte
Im Mittelalter gehörte Verne zum Herrschaftsgebiet von Clerval, das seit dem 14. Jahrhundert unter der Oberhoheit der Grafen von Montbéliard stand. Zusammen mit der Franche-Comté gelangte das Dorf mit dem Frieden von Nimwegen 1678 definitiv an Frankreich.

## Sehenswürdigkeiten
|  |  |

Die Kirche Saint-Martin wurde um 1740 im klassischen Stil an der Stelle eines mittelalterlichen Gotteshauses errichtet. Sie besitzt eine reiche Innenausstattung. Im Ortskern sind verschiedene Bauernhäuser im traditionellen Stil der Franche-Comté aus dem 17. bis 19. Jahrhundert sowie eine ehemalige Mühle erhalten.

## Bevölkerung
| Jahr                       | 1962 | 1968 | 1975 | 1982 | 1990 | 1999 | 2006 | 2016 |
| Einwohner                  | 102  | 126  | 129  | 119  | 102  | 120  | 135  | 129  |
| Quellen: Cassini und INSEE |      |      |      |      |      |      |      |      |

Mit 124 Einwohnern (Stand 1. Januar 2022) gehört Verne zu den kleinsten Gemeinden des Départements Doubs. Nachdem die Einwohnerzahl in der ersten Hälfte des 20. Jahrhunderts deutlich abgenommen hatte (1901 wurden noch 248 Personen gezählt), wurden seit Beginn der 1960er Jahre nur noch geringe Schwankungen verzeichnet.

## Wirtschaft und Infrastruktur
Verne war bis weit ins 20. Jahrhundert hinein ein vorwiegend durch die Landwirtschaft (Ackerbau, Obstbau und Viehzucht) und die Forstwirtschaft geprägtes Dorf. Daneben gibt es heute einige Betriebe des lokalen Kleingewerbes. Mittlerweile hat sich das Dorf auch zu einer Wohngemeinde gewandelt. Viele Erwerbstätige sind deshalb Wegpendler, die in den größeren Ortschaften der Umgebung ihrer Arbeit nachgehen.
Die Ortschaft liegt abseits der größeren Durchgangsstraßen an einer Departementsstraße, die von Autechaux nach Rognon führt. Der nächste Anschluss an die Autobahn A36 befindet sich in einer Entfernung von ungefähr fünf Kilometern. Weitere Straßenverbindungen bestehen mit Luxiol, Vergranne und Rillans.